# Floridante
Floridante (HWV 14) è un'opera seria in tre atti di Georg Friedrich Händel. Il libretto in italiano  era di Paolo Antonio Rolli tratto da quello precedente di Francesco Silvani  per il dramma in musica del 1696 La costanza in trionfo di Marc'Antonio Ziani.
L'opera è stata data al King's Theatre a Londra il 9 dicembre 1721 e fu un successo di pubblico, venendo ripresa da Händel in diverse stagioni successive. La trama coinvolge lotte dinastiche e grovigli d'amore in una romanzata antica Persia e si distingue per un duetto eccezionalmente bello "Ah, Mia Cara".

## Storia e contesto

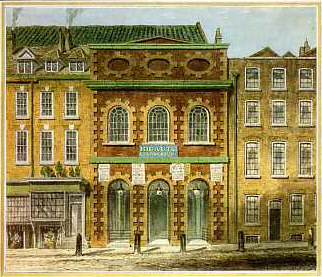
The King's Theatre, London, where Floridante had its first performance

Händel di origine tedesca, dopo aver trascorso una parte della sua carriera iniziale in Italia componendo opere e musica di altro genere, si stabilì a Londra, dove nel 1711 aveva portato l'opera lirica italiana per la prima volta con la sua opera Rinaldo. Quest'ultima era stata un enorme successo ed aveva creato a Londra una vera e propria mania per l'opera seria italiana, una forma che all'epoca era incentrata quasi esclusivamente sulle arie solistiche per i grandi virtuosi del bel canto. Nel 1719, Handel era stato nominato direttore musicale di un'organizzazione chiamata The Royal Academy of Music (niente a che vedere con l'attuale conservatorio di Londra), una compagnia sotto la protezione della Carta reale, per la produzione di opere italiane a Londra. Händel non doveva solo comporre opere per la compagnia, ma assumere i cantanti più in vista, supervisionare l'orchestra e i musicisti, e adattare le opere provenienti dall'Italia per essere eseguite a Londra.

## Ruoli

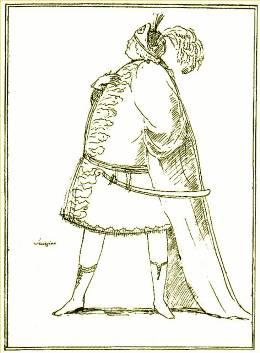
Caricatura di Senesino, che interpretò per primo Floridante

| Ruolo                          | Voce               | Cast della prima, 9 dicembre 1721  |
| ------------------------------ | ------------------ | ---------------------------------- |
| Floridante, Principe di Tracia | contralto castrato | Francesco Bernardi, detto Senesino |
| Oronte, Re di Persia           | basso              | Giuseppe Maria Boschi              |
| Timante, Principe di Tiro      | soprano castrato   | Benedetto Baldassari               |
| Rossane, Figlia di Oronte      | soprano            | Maria Maddalena Salvai             |
| Elmira                         | contralto          | Anastasia Robinson                 |
| Coralbo, Satrapo persiano      | bass               |                                    |

## Trama
LocalitàPersia
Periodonell'antichità.
Anni prima che inizi l'azione, il generale Persiano Oronte aveva messo in atto un colpo di stato, ucciso il re, insediato se stesso sul trono e ha adottato la piccola figlia del re ucciso, Elisa, tenendola come sua figlia con il nome di Elmira accanto alla sua vera figlia Rossane. Ora le ragazze sono in età da marito, Elmira è stata promessa sposa al principe Floridante, capo degli eserciti di Oronte, e Rossane dovrà sposare un principe di un regno vicino, Timante, principe di Tiro. Tuttavia, Oronte si è innamorato della figlia adottiva e non vuole più che lei sposi Floridante, inoltre Tiro e la Persia sono entrati in guerra, così il matrimonio di Roseanne con Timante (che lei non ha mai incontrato, poiché il matrimonio era stato organizzato per motivi diplomatici) sembra anch'esso improbabile.

### Atto 1

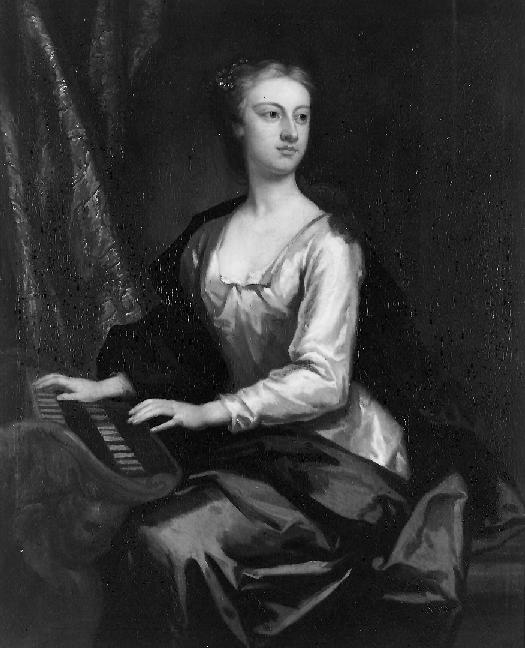
Anastasia Robinson, che interpretò per prima il ruolo di Elmira

Floridante ritorna dalla battaglia, dove ha appena vinto una gloriosa vittoria su Tiro, e viene accolto dalle sorelle reali (come pensano loro) Elmira e Rossane. Rossane, che è sconvolta per l'annullamento delle sue nozze con Timante, ora in guerra con la Persia, viene presentata da Floridante ad un prigioniero della battaglia di Tiro, di nome di Gilcore, che in realtà non è altri che Timante sotto mentite spoglie. Una lettera dal re Oronte viene consegnata a Floridante, che, con grande costernazione di tutti, gli ordina di lasciare immediatamente il paese.
Rossane scongiura il padre Oronte di non bandire Floridante. Oronte accetta almeno per vedere Floridante ma spiega che ci sono motivi importanti che rendono per ora il suo matrimonio con Elmira impossibile. Rossane ha anche una discussione con "Gilcore", che le dice che Timante è riuscito a fuggire dalla battaglia illeso e gli ha detto che lui l'avrebbe amata per sempre.
Floridante viene portato davanti al re, che però non lo solleva dall'esilio, nonostante le suppliche di Floridante o gli appelli in lacrime di Elmira. Elmira e Floridante si congedano, scambiandosi un triste addio.

### Atto 2
"Gilmore", assicura Rossane che il suo promesso sposo, Timante, vive e le mostra un suo ritratto. Lei è felice di riconoscere l'immagine come quella di "Gilmore" stesso.
Floridante si è travestito da Moro e progetta di fuggire con Elmira, prendendo "Gilcore" e Rossane con loro, ma prima che possano farlo Oronte affronta Elmira e le dice che vuole sposarla lui stesso, spiegando di non essere realmente suo padre. Lei è ugualmente scioccata e inorridita per questo proposito e lo definisce una cosa mostruosa.
Gli amanti si preparano a scappare quando Oronte li coglie, fa rinchiudere Floridante in prigione ed offre ad Elmira la scelta di sposarlo o essere giustiziata.

### Atto 3

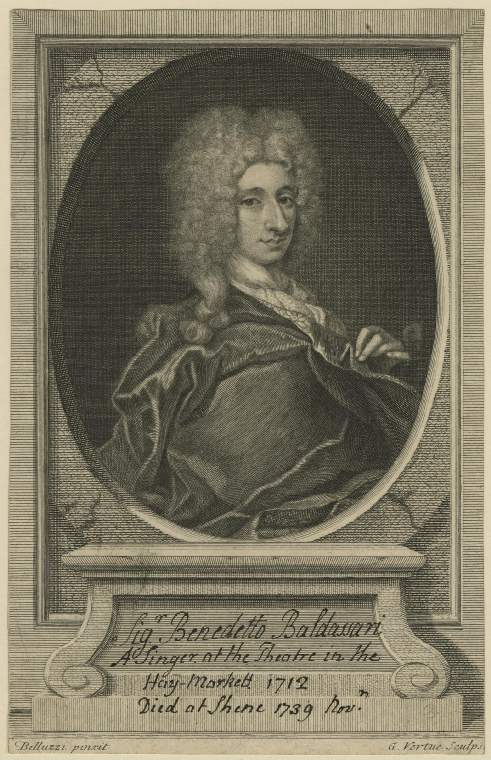
Benedetto Baldassari, che ha interpretato per primo Timante

Rossane dice a Elmira che anche se ora hanno scoperto di non essere davvero sorelle come avevano creduto, lei sentirà sempre un amore fraterno per lei. Oronte entra e dice a Elmira che il "Moro" (Floridante) è morto, al che lei sviene. Mentre lei è incosciente, Oronte ha fatto portare Floridante in catene davanti a sé e gli dice che Elmira deve sposarlo o morire e gli suggerisce di salvare la sua vita consigliandole di sposarlo. Appena Elmira si riprende Floridante tenta convincerla a fare come dice Oronte, ma lei insiste che preferisce morire al suo fianco.
Rossana e Timante hanno deciso di rovesciare il crudele Oronte, che ha ordinato a Elmira di portare una bevanda avvelenata per Floridante nella prigione. Lei obbedisce, ma sta per bere da sola il veleno, piuttosto che darlo a lui, quando Oronte entra e si lancia sulla sua mano. Timante e Rossane accorrono, fermano Oronte e annunciano che Elmira è regina legittima di Persia.
La scena finale si svolge con celebrazioni dell'incoronazione di Elmira, ora sotto il suo vero nome di Regina Elisa, con il suo amato marito Floridante al suo fianco. Giurano di essere fedeli l'uno all'altra e di guidare il loro impero con giustizia. Rossane raccomanda a Elisa di perdonare suo padre Oronte e lei lo fa. Rossane e Timante si sposano anche loro e governano Tiro.

## Caratteristiche musicali
Un altro compositore che ha scritto opere per la Royal Academy of Music, Giovanni Bononcini, aveva avuto un grande successo con le sue opere nella stagione precedente ed è evidente che in Floridante Handel ha modificato lo stile delle sue precedenti opere dell'Academy quali Radamisto per adottare uno stile più lieve ed un più semplice approccio melodico per competere con la popolarità dell'altro compositore.
Particolarmente degni di nota in Floridante sono due bei duetti, uno profondamente tragico quando Elmira e Floridante sono costretti a partire, alla fine del primo atto, l'altro luminoso ed amoroso tra l'altra coppia di amanti, Rossane e Timante, nel secondo atto.
L'opera è scritta per due flauti dolci, due oboi, due fagotti, due trombe, due corni, archi e basso continuo (violoncello, liuto, clavicembalo).

## Storia delle esecuzioni
Händel aveva scritto la parte di Elmira per il soprano Margherita Durastanti, che era apparsa in numerose delle sue altre opere, ma lei si era ammalata mentre era in vacanza in Italia e non poteva tornare a Londra per la prima. Pertanto i direttori dell'Accademia la sostituirono con Anastasia Robinson, che aveva una gamma vocale diversa dalla Durastanti e Händel dovette rivedere alcune delle musiche che aveva già composto. L'opera fece quindici spettacoli quella stagione, un segno di sicuro successo al momento. Una appassionata di musica che dal 1715 ha fatto uno sforzo per raccogliere decine di partiture di tutta la musica di Handel, Elizabeth Legh, ha scritto "Immortale!" sopra la musica del duetto del primo atto, nella sua copia della partitura. Händel riprese Floridante con delle revisioni, il 4 dicembre 1722. Fu eseguito ad Amburgo nel 1723 e ripreso a Londra con ulteriori revisioni nel 1727 e 1733. La successiva messa in scena e la prima esecuzione moderna, ha avuto luogo presso il Teatro Unicorn, Abingdon il 10 maggio 1962. Come con tutte le opere serie barocche, il lavoro non fu mai più eseguito per molti anni, ma con la ripresa di interesse per la musica barocca ed il concetto di esecuzioni storicamente informate, a partire dal 1960, Floridante, come tutte le opere di Händel, viene rappresentato in festival e teatri d'opera di oggi. Tra gli altri spettacoli, Floridante è stato prodotto dalla Cambridge Händel Opera nel 1989 e al Festival di Handel, Halle nel 2009.
Il manoscritto del coro finale dall'opera è stato scoperto nel 1930, e ha completato il manoscritto autografo depositato nella collezione reale al British Museum.

## Registrazioni
| Anno | Cast Floridante, Elmira, Rossane, Oronte, Timante                                         | Direttore, orchestra              | Etichetta                         |
| ---- | ----------------------------------------------------------------------------------------- | --------------------------------- | --------------------------------- |
| 1990 | Drew Minter, Annette Markert, Katalin Farkas, István Gáti, Mária Zádori                   | Nicholas McGegan, Capella Savaria | Hungaroton «Antiqua» HCD 31304-06 |
| 1991 | Catherine Robbin, Linda Maguire, Nancy Argenta, Mel Braun, Ingrid Attrot                  | Alan Curtis, Tafelmusik           | CBC Records SMCD 5110             |
| 2005 | Marjana Mijanovic, Joyce DiDonato, Sharon Rostorf-Zamir, Vito Priante, Roberta Invernizzi | Alan Curtis, Il Complesso Barocco | Archiv Production 477 6566        |